# Jonathan Ring
Jonathan Ring (sinh ngày 5 tháng 12 năm 1991) là một cầu thủ bóng đá người Thụy Điển thi đấu cho Djurgårdens IF ở vị trí tiền vệ trái.
Vào ngày 10 tháng 5 năm 2018 anh ghi bàn trong chiến thắng 3-0 của Djurgarden trước Malmo FF tại chung kết Cúp bóng đá Thụy Điển.

## Đời sống cá nhân
Jonathan lớn lên trong một gia đình định hướng thể thao ởÖrebro, Närke. Em trai của anh, Sebastian cũng là một cầu thủ bóng đá, hiện tại thi đấu cho Örebro SK ở giải cao nhất Thụy Điển.

## Danh hiệu

### Câu lạc bộ
Djurgårdens IF
- Cúp bóng đá Thụy Điển: 2017–18